# ドイツ・フランス合同旅団兵站大隊
ドイツ・フランス合同旅団兵站大隊（どいつふらんすごうどうへいたんだいたい、独: Deutsch-Französiches Versorgungsbataillon, 仏: Bataillon de commandement et de soutien de la Brigade franco-allemande）は、ドイツ連邦共和国バーデン＝ヴュルテンベルク州ミュールヘイムに駐屯する、ドイツ・フランス合同旅団隷下のドイツ連邦陸軍及びフランス陸軍の兵站（後方支援）大隊である。

## 沿革
- 1989年：独仏合同旅団構想に従い、兵站部門の派出準備。
- 1994年：編制完結する。

## 現在の大隊の編制
- 大隊本部
- 本部中隊（混成）
- 修理中隊（混成）
- 補給中隊（混成）
- 輸送中隊（ドイツ担当）
- 管理支援中隊（フランス担当）

### 定員
- 連隊の人員構成は、約800名からなる。

## 主要装備（ドイツ軍）
- H&K P8
- H&K G36
- H&K MG4
- ラインメタルMG3
- ブローニングM2重機関銃

## 主要装備（フランス軍）
- GIAT BM92-G1
- FA-MAS
- FR-F2
- AAT-F1
- AA-52
- 12.7mm重機関銃
- VAB
- P4
- TRM 2000